# Ivy Matsepe-Casaburri
Ivy Florence Matsepe-Casaburri (Kroonstad, 18 de septiembre de 1937-Pretoria, 6 de abril de 2009) fue una política sudafricana. Fue la segunda premier de la provincia del Estado Libre y ministra de comunicaciones de Sudáfrica desde 1999 hasta su fallecimiento.
Se desempeñó brevemente como presidenta interina de Sudáfrica en 2005, cuando tanto el presidente Thabo Mbeki como el vicepresidente se encontraban fuera del país. Además, el gabinete la eligió para ocupar el cargo de jefa de Estado constitucional y oficial durante 14 horas el 25 de septiembre de 2008, por estos eventos, Matsepe-Casaburri es la mujer con el menor tiempo como jefa de un estado independiente en la historia, entre la renuncia de Thabo Mbeki y la toma de posesión de Kgalema Motlanthe.

## Biografía

### Primeros años y familia
Su padre era director, músico y deportista y su madre era maestra y trabajadora social y comunitaria. Completó su educación primaria en Kroonstad y asistió a la escuela secundaria en la provincia de KwaZulu-Natal. Luego obtuvo su licenciatura en artes de la Universidad de Fort Hare y fue profesora en KwaZulu-Natal durante dos años.

### Exilio
A los 28 años, se exilió, regresando a Sudáfrica 25 años después. Trabajó por primera vez en Suazilandia como maestra durante al menos diez años antes de mudarse a los Estados Unidos, donde realizó sus estudios de posgrado. Trabajó para el Instituto de las Naciones Unidas para Namibia como profesora y secretaria, con sede en Zimbabue. Obtuvo su doctorado en sociología en la Universidad Rutgers en Nuevo Brunswick.

### Carrera
Fue directora del Consejo de Investigación Científica e Industrial y profesora en la Universidad Rutgers. Fue presidenta de la South African Broadcasting Corporation y Sentech, antes de convertirse en premier de la provincia del Estado libre en 1996, siendo la primera mujer en ocupar el cargo. En 1999 fue elegida miembro de la Asamblea Nacional de Sudáfrica y designada ministra de comunicaciones.

### Fallecimiento
Murió de causas naturales el 6 de abril de 2009 durante su mandato como Ministra de Comunicaciones.